# لورا كيفيدو
لورا كيفيدو (بالإسبانية: Laura Quevedo)‏ مواليد 15 أبريل 1996، هي لاعبة كرة سلة إسبانية. تلعب في الدوري الإسباني لكرة السلة للسيدات. يبلغ طولها 6 قدم 1 بوصة (1.9 م). مثلت منتخب بلادها. شاركت في دورة الألعاب الأولمبية الصيفية سنة 2016.

## الميداليات
| الميدالية | المسابقة                       |
| --------- | ------------------------------ |
| فضية      | الألعاب الأولمبية الصيفية 2016 |

## روابط خارجية
- لورا كيفيدو على موقع الاتحاد الدولي لكرة السلة (الإنجليزية)
- لورا كيفيدو على موقع كرة السلة الأوروبية.كوم (الإنجليزية)
- لورا كيفيدو على موقع كلية كرة السلة في سبورتس رفرنس.كوم (الإنجليزية)
- لورا كيفيدو على موقع بروبوليرز (الإنجليزية)
- لورا كيفيدو على موقع سبورتس رفرنس (الإنجليزية)
- لورا كيفيدو على موقع اللجنة الأولمبية الدولية (الإنجليزية)
- لورا كيفيدو على موقع أوليمبيديا (الإنجليزية)